# Zelinovac
Zelinovac je naselje u općini Bosanski Petrovac, FBiH, BiH.

## Zemljopis
Dijeli se na Mali i Veliki. Pripadaju jedan kilometar udaljenoj Krnjeuši. Mali je sjevernije i zapadno je od Lastva, a Veliki je južnije i zapadno je od Vranovine. Nalaze se uz lokalnu prometnicu R.169 M14.2 Krnjeuša - Brestovac - Vođenica - Suvaja - Rašinovac - Bosanski Petrovac.

## Povijest
U Zelinovcu postoji gradina iz razdoblja Ilira. Smještena je na isturenom brdu i strmom udolinom odvojena od planinskog masiva. Mala Gradina Lastve - Zelinovac dimenzija je oko 200x400 metara s akropoljem dimenzija 80x50 metara. Zaštitni bedem je kameno zemljani i dostiže visinu između 2 i 4 m. Širina bedema u osnovi je oko 7 m. Prilikom iskopavanja nađeni su predmeti iz brončanog i željeznog doba (ulomci keramike, privjesak, željezno koplje, bronzana fibula na baglamu).
Zelinovac je čisto hrvatsko katoličko selo. Nekad je Hrvata bilo mnogo više. Do 1875. godine u Zelinovcu je bila kula, rezidencija begova. Poslije austro-ugarskog zaposjedanja naselili su se ovdje katolici. Trinaestak kuća katolika tu se grupiralo u dvjema skupinama na razmaku od trista metara. Ovi katolici naselili su se ovdje poslije austro-ugarskog zaposjedanja. To su bili ikavski Hrvati koji su se doselili 1879./80. godine iz najbližeg susjedstva, iz Like i Krbave. Hrvati u Krnjeuši, kojoj pripada Zelinovac, podrijetlom su doseljeni iz Gračaca, Boričevca, Svetog Roka, Bruvna, Karlobaga, Lovinca te jedna obitelj iz Jaroslava u ukrajinskoj Galiciji.
Broj Hrvata cijelog petrovačkog, drvarskog i grahovskog kraja drastično se smanjio nakon Drugoga svjetskog rata. Uz većinske Srbe, bilo je oko dvije tisuće Hrvata katolika u Krnjeuši, Vrtočama, Koluniću, Oštrelju i u samom Bosanskom Petrovcu, a nakon masovnih ubojstava i masovnih protjerivanja Hrvata u srpskom ustanku na ovom graničnom području Hrvatske i Bosne i Hercegovine (Drvar i okolica, iz Bosanskog Grahova i okolice - naselja Luka, Korita, Ugarci, Obljaj i druga, iz Brotnja, Boričevca, Vrtoče, Lastve, Zelinovca, Krnjeuše) te činjenice da se ovamo Hrvati nisu smjeli vratiti niti nakon 1945. (nekim naseljima čak su i groblja uništena, a vlasništvo nad zemljom koja im je oteta Hrvati ni do danas nisu uspjeli povratiti),  broj je drastično opao.

## Stanovništvo
Nacionalni sastav stanovništva 1991. godine, bio je sljedeći:

## Unutarnje poveznice
Dodatak:Popis stanovništva u Bosni i Hercegovini 1991.: Bosanski Petrovac

## Vanjske poveznice
- Službena stranica općine  Arhivirana inačica izvorne stranice od 25. studenoga 2009. (Wayback Machine)